# Aeluroscalabotes felinus
Aeluroscalabotes felinus är en ödleart som beskrevs av  Günther 1864. Aeluroscalabotes felinus är ensam i släktet Aeluroscalabotes som ingår i familjen geckoödlor.
Exemplaren är utan svans cirka 10 cm långa och de väger i genomsnitt 20,5 g. Arten har två tår på bakfoten som är motsättliga. Hannar har en annan färgsättning än honor.
Arten förekommer på södra Malackahalvön och på Borneo. Den lever i låglandet och i kulliga områden upp till 600 meter över havet. Aeluroscalabotes felinus vistas i fuktiga skogar.
Denna ödla är nattaktiv och den klättrar i träd. Exemplaren vistas ofta tre meter ovanför marken och de flesta individer hittas mellan september och oktober. Honor med ägg i kroppen är kända från mars till augusti. Honan bevakar äggen under de första dagarna. Individerna rör sig långsam. Läten är inte dokumenterade.
Beståndet hotas regionalt av skogsröjningar. Hela populationen antas vara stor. IUCN listar arten som livskraftig (LC).

## Underarter
Arten delas in i följande underarter:
- A. f. felinus
- A. f. multituberculatus

## Bildgalleri

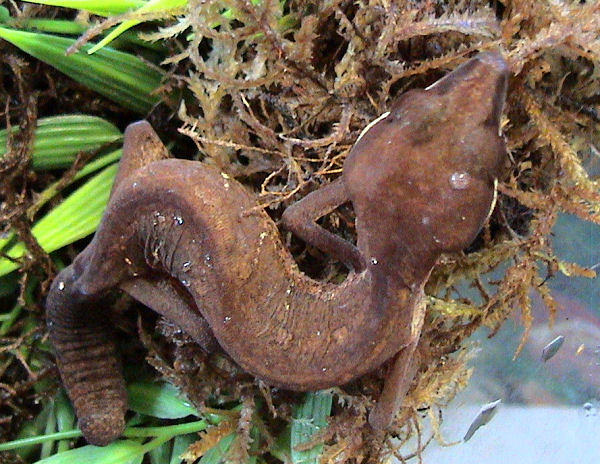